# Türkiye (Resmi) Komünist Partisi
Die Türkiye (Resmi) Komünist Partisi oder deutsch (Offizielle) Kommunistische Partei der Türkei war eine politische Partei, die während des türkischen Befreiungskrieg auf Befehl von Mustafa Kemal Pascha von seinen Anhängern gegründet wurde.

## Gründung
Grund für die Gründung dieser Partei war die Popularität des Kommunismus in Anatolien nach der Oktoberrevolution. Die erstarkende Arbeiterbewegung in Istanbul, die Gründung der von Komintern unterstützten Kommunistischen Partei der Türkei in Baku und die linke Organisationen, die sowohl politisch (Grüne-Armee-Gruppe) als auch militärisch (Truppen von Çerkez Ethem) bedeutend waren, bedeuteten eine aktuelle Gefahr für die Kemalisten. Besonders wäre eine einheitliche kommunistische Bewegung, die von den Bolschewiki unterstützt würde, eine wichtige Alternative zu der kemalistischen Bewegung in Anatolien. Um eine mögliche Vereinheitlichung der Linken wenigstens unter seinen Einfluss zu halten und um die Sympathie sowie die Unterstützung der Sowjetunion zu gewinnen, befahl Mustafa Kemal, 1920 eine kommunistische Partei zu gründen.

## Auflösung
Nachdem die Partei mit der Sicherung der Sowjetischen Hilfe und der entscheidenden Niederlage der linken Kräfte (vor allem Ermordung des Großteils der Zentralkomiteemitglieder der TKP in Trabzon und die Niederlage der Çerkez Ethem-Bewegung) keine Funktion mehr hatte, löste sie sich 1921 auf.